# UTC+12:00

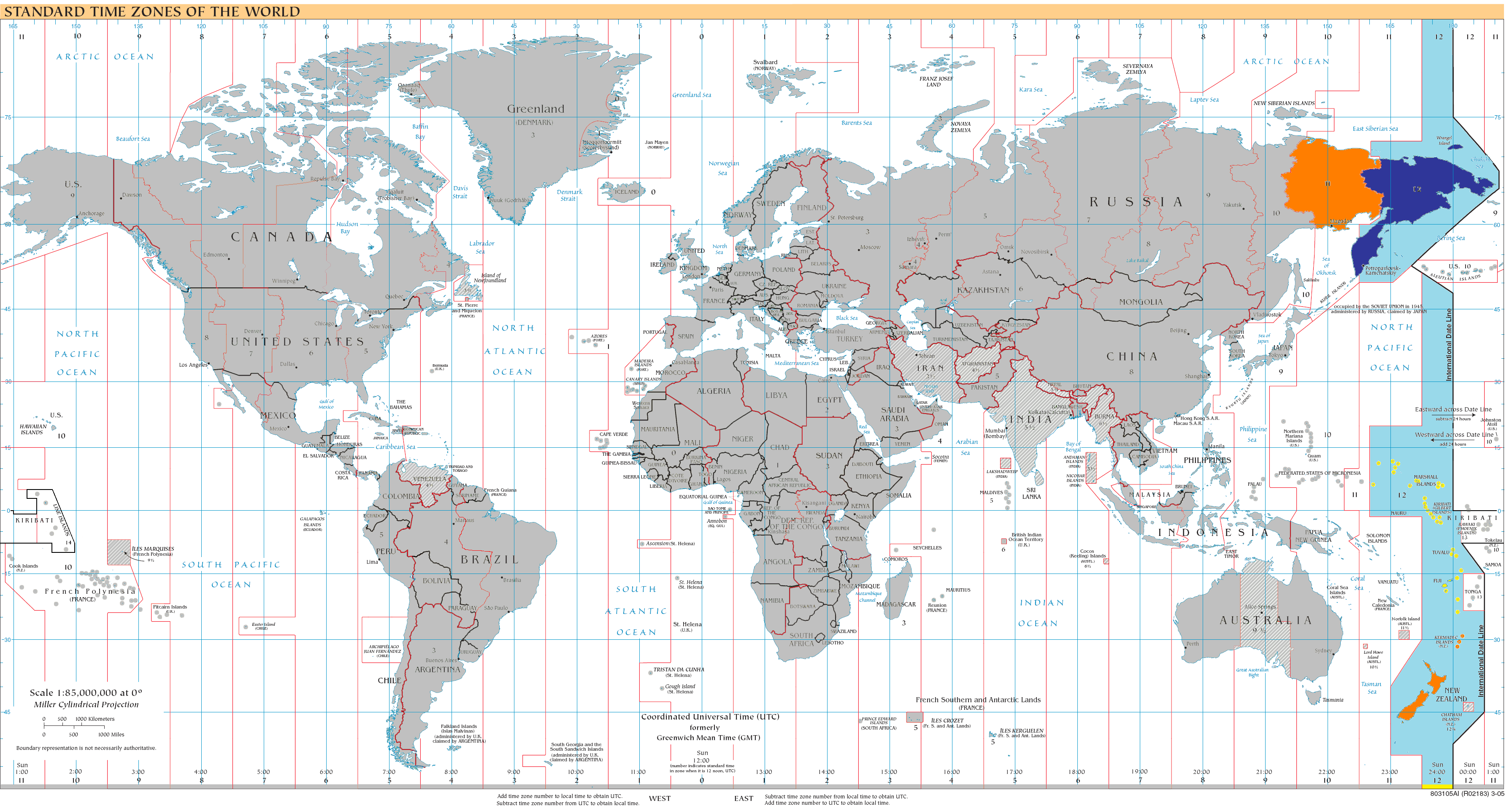
Mapa de UTC +12:00

UTC+12:00 es el quinto huso horario del planeta cuya ubicación geográfica se encuentra al este del meridiano 180 el cual es la base para la línea internacional de cambio de fecha. Aquellos países que se rigen por este huso horario se encuentran 12 horas por delante del meridiano de Greenwich.

## Hemisferio norte

### Países que se rigen por UTC+12:00 todo el año
| Abreviatura | Nombre Completo                                    | País |
| ----------- | -------------------------------------------------- | --- |
| ANAT        | Hora de Anadyr (Anadyr Time)                       | Rusia - Distrito autónomo de Chukotka                                                                           |
| GILT        | Hora de las Islas Gilbert (Gilbert Island Time)    | Kiribati - Islas Gilbert - Abaiang - Abemama - Aranuka - Butaritari - Kuria - Maiana - Makin - Marakei - Tarawa |
| MHT         | Hora de las Islas Marshall (Marshall Islands Time) | Islas Marshall                                                                                                  |
| PETT        | Hora de Kamchatka (Kamchatka Time)                 | Rusia - Krai de Kamchatka                                                                                       |
| WAKT        | Hora de Wake (Wake Time)                           | Estados Unidos - Isla Wake                                                                                      |

## Hemisferio sur

### Países que se rigen por UTC+12:00 todo el año
| Abreviatura | Nombre Completo                                  | País                                                                              |
| ----------- | ------------------------------------------------ | --------------------------------------------------------------------------------- |
| GILT        | Hora de las Islas Gilbert (Gilbert Island Time)  | Kiribati - Islas Gilbert - Arorae - Beru - Nikunau - Nonouti - Onotoa - Tabiteuea |
| NRT         | Hora de Nauru (Nauru Time)                       | Nauru                                                                             |
| TVT         | Hora de Tuvalu (Tuvalu Time)                     | Tuvalu                                                                            |
| WFT         | Hora de Wallis y Futuna (Wallis And Futuna Time) | Francia - Wallis y Futuna                                                         |

### Países que se rigen por UTC+12:00 en Horario Estándar
| Abreviatura | Nombre Completo                                            | País                                                                                               |
| ----------- | ---------------------------------------------------------- | -------------------------------------------------------------------------------------------------- |
| FJT         | Hora de Fiyi (Fiji Time)                                   | Fiyi                                                                                               |
| NZST        | Hora Estándar de Nueva Zelanda (New Zealand Standard Time) | Nueva Zelanda (Excepto las Islas Chatham, las Islas Cook, Niue y Tokelau) Antártida - Base McMurdo |

### Países que se rigen por UTC+12:00 en Horario de Verano
| Abreviatura | Nombre Completo                                   | País                     |
| ----------- | ------------------------------------------------- | ------------------------ |
| NFDT        | Hora de Verano de Norfolk (Norfolk Daylight Time) | Australia - Isla Norfolk |